# Anne Kodura
Anne Kodura (* 1987 in Halle (Saale)) ist eine deutsche Drehbuchautorin, Filmregisseurin und -produzentin.

## Leben
Anne Kodura verfasste anfangs in ihrer Heimatstadt Halle Beiträge für den freien Hörfunksender Radio Corax, studierte dann Medienkunst an der Akademie der Bildenden Künste München und war Absolventin des Programms TP2 Talentpool der Tradewind Pictures, gefördert durch die Mitteldeutsche Medienförderung. Praktische Erfahrungen sammelte sie als Regieassistentin bei unterschiedlichen Projekten.
Für ihren Dokumentarfilm Ödland – Damit keiner das so mitbemerkt, in dem sie das Leben dreier Kinder in einem Heim für Asylbewerber in Möhlau schildert, wurde sie 2013 mit dem  Open Eyes-Jugendjury-Preis beim Nuremberg International Human Rights Film Festival ausgezeichnet. Weiter gewann sie beim Oaxaca-Filmfest den Preis für den besten Nachwuchs-Dokumentarfilm und war bei der Berlinale 2013 für den Gläsernen Bären nominiert.